# Codnor Castle

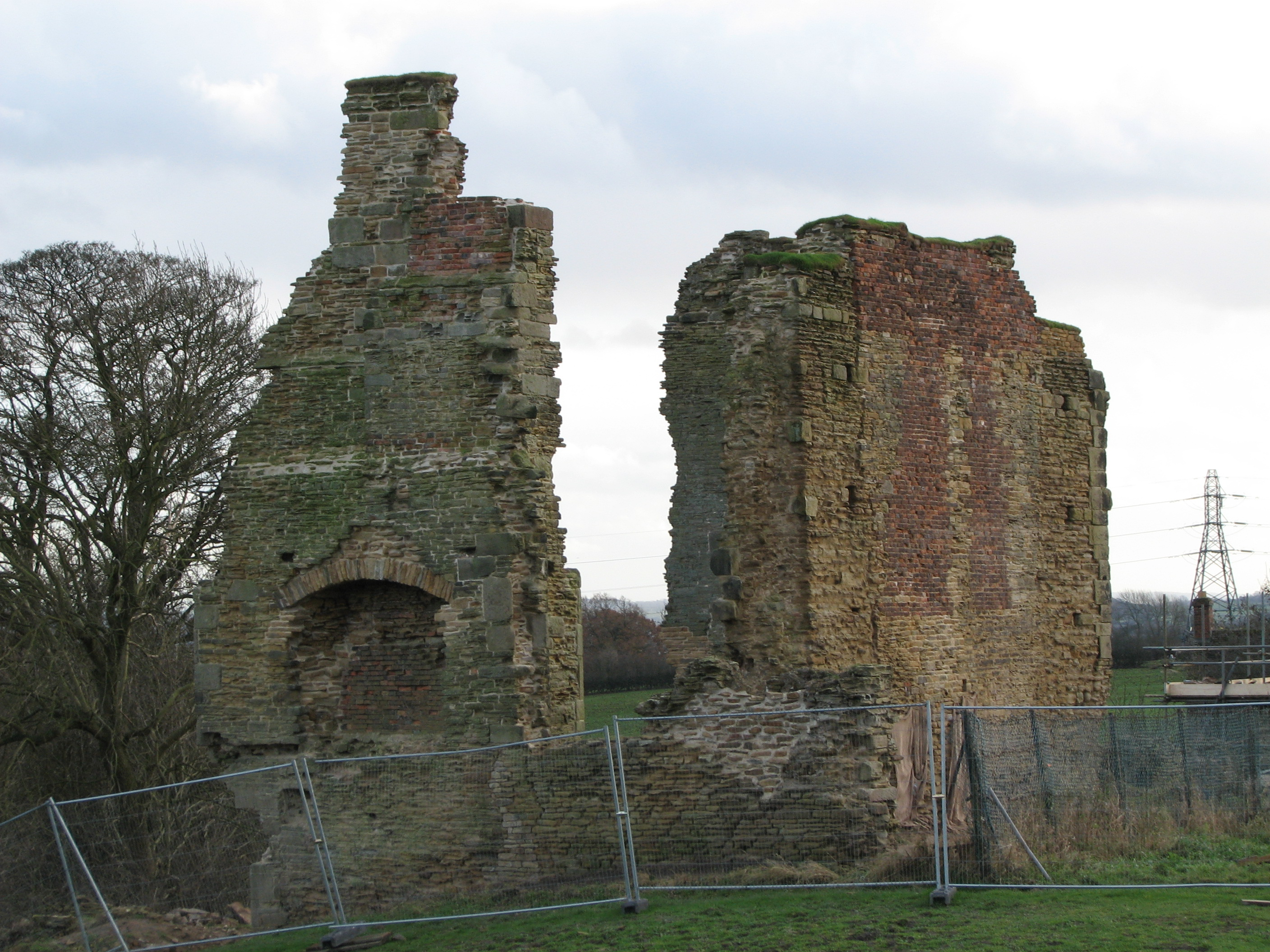

Codnor Castle är ett medeltida slott i Derbyshire, England.
Normanden William Peverel lät bygga de första delarna av borgen under 1000-talets andra hälft. Det hade vallgrav. Henry de Grey fick slottet genom sitt äktenskap och genomförde en renovering under 1200-talet. Han byggde en vall av sten. Under 1300-talets genomförde Richard de Grey många förändringar. Den sista ägaren i släkten de Grey var Henry de Grey, som dog 1496. Slottet såldes till kapten John Zouch. Familjen Zouch ägde slottet till 1634. Då såldes den till ärkebiskopen i York. 
Numera ligger borgen i ruiner. English Heritage har listat den som ett hotat fornminne, och ägaren UK Coal har genomfört arbeten för att skydda den.
År 2007 hittades guldmynt från 1400-talet i slottet. Mynten är nu i Derby Museum and Art Gallery.